# Марго Бъруин
Марго Бъруин (на английски: Margot Berwin) е американска писателка, авторка на бестселъри в жанра любовен роман.

## Биография и творчество
Марго Бъруин е родена през октомври 1962 г. в Ню Йорк, САЩ.
В продължение на 11 години работи в рекламната агенция „Ogilvy & Mather“. Преживява тежък развод и решава да промени живота си. През 2005 г. получава магистърска степен по творческо писане от Университета „New School“ в Ню Йорк. Нейни разкази са публикувани в „Nerve.com“, „Ню Йорк Прес“ и в антологията „The Future of Misbehaviour“.
За преодоляване на депресията от развода си посещава психотерапевта Арманд Димеле, който я запознава с колекцията си от екзотични растения. Опиянена от историята на растенията тя прекарва една година в южната част на Мексико и няколко месеца в Гватемала в проучване на историята на цветята и ароматите.
Първият ѝ роман „Цветята на дъждовната гора“ е публикуван през 2009 г. Той става международен бестселър и я прави известна.
През 2013 г. е издаден вторият ѝ роман „Ухание на мрак“, мистична история за съблазнителната природа на ароматите.
Произведенията на писателката са преведени на 19 езика по света.
Марго Бъруин живее на Юниън Скуеър, Ню Йорк.

## Произведения

### Самостоятелни романи
- Hothouse Flower and the Nine Plants of Desire (2009)
Цветята на дъждовната гора, изд.: „Кръгозор“, София (2012), прев. Паулина Мичева
- Scent of Darkness (2013)
Ухание на мрак, изд.: „Кръгозор“, София (2013), прев. Паулина Мичева